# Hypnotic Brass Ensemble
Hypnotic Brass Ensemble – zespół muzyczny z Chicago grający muzykę jazz.
Składa się z dziewięciu muzyków. Ośmiu z nich to synowie Phila Cohrana, którzy specjalizują się w grze na blaszanych instrumentach dętych. Początki ich działalności to występy na ulicach Chicago. Pierwszą płytę wydali w 2004 roku, a od tamtej pory wystąpili m.in. z Mos Defem, Aquillą Sadallą czy Philem Cohranem. Nagrywali również z Erykah Badu i Maxwellem.

## Skład zespołu
- Gabriel Hubert („Hudah”) – trąbka
- Saiph Graves („Cid”) – puzon
- Tycho Cohran („LT”) – suzafon
- Amal Baji Hubert („Baji” or „June Body”) – trąbka
- Jafar Baji Graves („Yosh”) – trąbka
- Seba Graves („Clef”) – puzon
- Tarik Graves („Smoov”) – trąbka
- Christopher Anderson („360”) – perkusja
- Uttama Hubert („Rocco”) – baryton

## Dyskografia
| Rok  | Tytuł                                                  |
| ---- | ------------------------------------------------------ |
| 2004 | Flipside (albo Hypnotic Orange)                        |
| 2005 | Jupiter (albo Hypnotic Green)                          |
| 2006 | Jupiter / Balicky Bon                                  |
| 2007 | War / Mercury                                          |
| 2007 | New York City Live                                     |
| 2007 | Brass in Africa                                        |
| 2007 | Sankofa (split z Salah Ragab i Afro-Egyptian Ensemble) |
| 2008 | The Brothas                                            |
| 2009 | Alyo / Flipside                                        |
| 2009 | Hypnotic Brass Ensemble                                |